# 박순석
박순석(朴順碩, 1904년 2월 18일 ~ 1992년 2월 27일)은 대한민국의 정치가이다.

## 약력
- 조선신학교를 졸업하였다.
- 1948년 5월 10일 : 제헌 국회의원(경북 영일갑)

## 역대 선거 결과
|  | 27.21% |

|  | 13.14% |

|  | 54.12% |

|  | 69.33% |

|  | 7.21% |

## 참고자료
- 《대한민국 의정총람》, 국회의원총람발간위원회, 1994년
- 박순석 - 대한민국헌정회